# Amel et les Fauves
Pour plus de détails, voir Fiche technique et Distribution.
Amel et les Fauves (Streams) est un film tunisien réalisé par Mehdi Hmili (en) et sorti en 2022.

## Synopsis
Alors qu'elle se fait agresser par un client, Amel est arrêtée et mise en prison pour adultère. Son fils, Moumen, joueur de football prometteur, se retrouve seul et sombre dans la prostitution. À sa sortie de prison, Amel part à la recherche de son fils.

## Fiche technique
- Titre français : Amel et les Fauves
- Titre original : Streams
- Réalisation : Mehdi Hmili (en)
- Scénario : Mehdi Hmili
- Photographie : Ikbal Arafa
- Musique : Amine Bouhafa
- Montage : Ghalya Lacroix
- Genre : drame et thriller
- Durée : 122 minutes
- Dates de sortie :
  - Tunisie : 19 janvier 2022
  - France : 26 avril 2023

## Distribution
- Afef Ben Mahmoud : Amel
- Slim Baccar : Moumen
- Iheb Bouyahya
- Sarah Hanachi

## Autour du film

### Distinctions
- Festival du film arabe de Malmö (en) : Prix du meilleur réalisateur
- Festival international du film du Caire : Prix d'interprétation pour Afef Ben Mahmoud

### Nominations
- Festival international du film de Locarno 2021 : Léopard d'or